# سارة موريس (مخرجة)
سارة موريس (بالإنجليزية: Sarah Morris)‏ هي رسامة ومخرجة أمريكية، ولدت في 20 يونيو 1967 في لندن في المملكة المتحدة.

## وصلات خارجية
- الموقع الرسمي
- سارة موريس على موقع IMDb (الإنجليزية)
- سارة موريس على موقع مونزينجر (الألمانية)
- سارة موريس على موقع أول موفي (الإنجليزية)